# Araceli Segarra
Araceli Segarra Roca (Lérida, 26 de marzo de 1970) es una fisioterapeuta, alpinista, escaladora, escritora, ilustradora y conferenciante española. En 1996 se convirtió en la primera mujer española en alcanzar la cumbre del Everest. 

## Biografía
Nacida en la ciudad de Lérida, Cataluña, España, comenzó en el mundo de la espeleología a la edad de 15 años. Su cota más baja la alcanzó en la sima GESM (Tolox, Málaga) a -1074 metros. A partir de los 18 comenzó a participar en otros deportes relacionados con la montaña, realizando ascensiones en los Pirineos y más adelante el Toubkal (4.165 metros), (Marruecos) y Monte Kenia (5199 metros) (Kenia).
Su primera expedición al Himalaya fue al Broad Peak (Pakistán) de (8.047 metros) alcanzando los 7.100, a la edad de 21 años. Posteriormente se trasladó a Barcelona para completar sus estudios de Fisioterapia. También cuenta con un postgrado en Psicología de las Organizaciones. Ya en 1992 consiguió su primer ochomil, el Shishapangma central realizado en estilo alpino. Al mismo tiempo siguió compaginado la alta montaña con la escalada técnica, ascendiendo paredes verticales como "The Nose" (1000 metros) en el Capitán y "La Regular" al Half Dome en el día en Parque nacional de Yosemite (EUA). La Walker en las Jorasses, El pilar Bonatti en el Dru, La Integral de Peuterey, la Messner en la Marmolada, El Linceul en las Jorasses. “directa Americana” en el Dru (Francia).
En 1995 consigue la diplomatura de fisioterapia, con posgrado en fisioterapia infantil. En el verano de 1995, vuelve al Himalaya, al Monte Everest por el corredor Hornbein en la cara norte y en estilo alpino retirándose a 7800 m. 
En 1996 vuelve al Everest para realizar un rodaje de una película-documental en formato IMAX, de la ascensión del Everest utilizando el estilo clásico y oxígeno siendo la primera mujer española en alcanzar la cumbre del Everest. Durante esta expedición Araceli forma parte del equipo de rescate que intervino en la tragedia alpinista del Monte Everest de 1996, su segundo y último ochomil. Es ella quien tiene la idea de usar su zumo de frutas para pintar sobre la nieve una equis indicándole así al helicóptero del ejército nepalí que recogió al alpinista Beck Weathers el punto adecuado de aterrizaje; esa acción la lleva a cabo David Breasheras en la película Everest (2015) donde no se aprecia ni se aclara la identidad de Araceli. En el libro del periodista Jon Krakauer, Mal de altura, se indica que la persona que realiza la equis en la nieve es el cineasta David Breashears, miembro del equipo IMAX de Araceli Segarra. ("Mal de altura" , Jon Krakauer. Pg. 306. Ed. Desnivel. 1997). En el libro de David Breashears, High Exposure, explica cómo la idea es de Araceli Segarra ("Hight Exposure", David Breashears. Pg 275. Ed. Canongate Books.1999). El mismo mensaje queda plasmado en el libro de National Geographic, "Mountain without Mercy" ("Mountain without Mercy", Broughton Coburn. Pg 185. Ed. National Geographic. 1997).
En los años posteriores realiza expediciones a la India, a la cima virgen de Ganesh, de 6796 m en 1997. Ese año recibió la medalla de bronce de la Real Orden del Mérito Deportivo, otorgada por el Consejo Superior de Deportes. En 1999 realiza escaladas en Malí.
En el 2000 intenta el K2, por la arista Norte, en China, desistiendo 7500 m. En la primavera de 2001 intenta el Kanchenjunga retirándose a 500 m de la cima por mal tiempo. En 2002 vuelve al K2 alcanzando los 7100 m por la arista Sursudoeste. Siempre en estilo alpino.
En 2003 de nuevo en el Karakórum debe abandonar a solo 70 m de la cima del Gasherbrum I de 8046 m. En otoño termina la temporada en el Amadablam de 6.812 m en Nepal, ascendiendo en solitario y en solo 5 horas a la cima desde el campo II.
En 2004 asciende la conocida cascada de hielo "La Pomme d’Or" (Canadá) de 400m.
Tras los monzones de 2005, intenta la segunda escalada del Kanchenjunga, de 8585 m. El mal tiempo, pese a permanecer dos meses (solo hizo buen tiempo durante 5 días) obligaron a desistir a la expedición.
En 2007 regresa al Everest para empezar con el rodaje de la segunda parte del documental en IMAX del Everest, esta vez con cámaras de 3D. El documental se estrenará en el 2010.
En 2008 inicia su carrera profesional como escritora e ilustradora de cuentos infantiles con: Los viajes de Tina.
Colección: las 7 cumbres: Tina, su protagonista, una niña con el pelo azul, intentará llegar a la cumbre más alta de cada continente. En sus viajes aprende de otras culturas, valores y principios.
- “Tina en el Everest”. El techo del mundo.
- “Tina en la Antártica”. En continente blanco.
- "Tina en el Aconcagua". El centinela de piedra.
- "Tina en el Kilimanjaro". La montaña que brilla.
- "Tina en el Denali". La Tierra de los espíritus.
- "Tina en el Monte Jaya". El mirador de las estrellas
- "Tina en el Mont Blanc". El viaje final.

Colección:"Parques y Espacios Naturales": 
- "Tina en la Carros de Foc" Una travesía de 9 etapas por el parque nacional de Aigües Tortes i Estany de Sant Maurici, donde va a buscar un tesoro escondido y acaba encontrando muchos secretos, leyendas e historias.
- "Tina en Montserrat" La intrépida Tina encuentra un mapa misterioso con los caminos secretos que recorren Montserrat. Con ayuda de Pau, un pequeño monaguillo de la Abadía, se lanza a la aventura de explorar esta montaña mágica.

En 2014 publica su primer libro Ni tan alto ni tan difícil en castellano y catalán, y traducido al italiano. Un libro donde Araceli nos traslada su experiencia al papel. La montaña como metáfora de la vida. Este libro es para los que quieren escalar una montaña, para los que quieren empezar un proyecto, para los que formaran una familia, para los que se proponen retos. Es en definitiva, para los que quieren conocerse un poco más a ellos mismos a través de la mirada de una alpinista internacional.
Un viaje de la mano de Araceli Segarra por las montañas más altas del mundo, en el cual, la alpinista te explicará los principales secretos para conseguir llegar a la cumbre, y de que forma estos consejos te pueden ayudar a conseguir tus propios objetivos vitales. Un viaje con recetas prácticas.
En 2024 Publica su segundo libro Expedició al sostre de vidre en catalán. Como una cordada a dos voces, Araceli Segarra y Marta Durán abordan los retos que enfrentan las mujeres en su lucha por la igualdad de género. A través de experiencias personales, exploran temas como la perseverancia, el trabajo en equipo y el valor para superar obstáculos y alcanzar metas, inspirando tanto a mujeres como a hombres a romper barreras y luchar por la igualdad. Ed. Rosa dels Vens. 
En todos estos años, Araceli ha realizado más de 30 expediciones, compaginado el montañismo con actividades de modelo y conferenciante.
En 2017 presenta el programa 80 cm de La 2 de TVE.
De 2014 a 2017 es colaboradora del programa de 8TV Arucitys.

## Resumen de ascensiones e intentos
- 1987 Sima GESM -1074 m Málaga Fondo sima
- 1990 Monte Kenia 5180 m Kenia Cumbre
- 1991 Broad Peak 8047 m Pakistán (7100 m)
- 1992 Shishapangma 8008 m Tíbet Cumbre Estilo alpino
- 1995 Everest 8848 m Tíbet 7800 m
- 1996 Everest 8848 m Nepal Cumbre 1.ª mujer española
- 1997 Ganesh (cumbre virgen) 6796 m India 6650 m
- 2000 K2 8611 m China 7.500 m
- 2001 Kangchenjunga 8585 m [Nepal] 8000 m
- 2002 K2 8611 m Pakistán 7100 m
- 2003 Gasherbrum I 8063 m Pakistán 8000 m
- 2003 Ama Dablam 6812 m Nepal Cumbre
- 2004 Nameless Tower 6239 m Pakistán
- 2005 Kangchenjunga 8585 m Nepal 7500 m
- 2006 Pequeño Alpamayo de 5350 m Bolivia Cumbre
- 2006 Huayna Potosí 6088 m Bolivia Cumbre
- 2006 Sajama 6542 m Bolivia Cumbre
- 2007 Alaska
- 2008 Apertura de nuevas rutas en Malí y Sinaí
- 2009 Monte Kilimanjaro 5.895 m Tanzania Cumbre
- 2010  Bután
- 2011 Apertura de una nueva ruta Diversion Ahea 650m 6b+ en Omán
- 2011 Vía "Exocet" al Cerro Standhardt Patagonia 1.ª repetición femenina.
- 2013  Apertura de una nueva ruta "Differents Problems" 650m MD 6b+ en Bistoon, Irán
- 2013  "Minus one Gully" VI,6 Ben Nevis
- 2013  "Goulotte Boivin al Dôme de Neige des Écrins". ED/V 5+  Francia
- 2014  "Vía Beckey Chouinard" South Houser Tower  Canadá
- 2014  "Petite MacIntyre". Cara Norte de las Grandes Jorasses Francia
- 2015  "Vía Axt-Gross". Cara Norte de las Droites Francia
- 2015  "Vía Out of Africa". Tsaranoro. Madagascar
- 2016  "Contanouk". Petites Jorasses. Francia
- 2016  "Pilar sur" Stetind Noruega
- 2016  "Altro volto del planeta” II 5+, monte Argentera Italia
- 2018  "Gordax" 8a Bergadá
- 2018  North Face Ranrapalca 6162m  Perú
- 2019  Escalada en el Chad